# Creatures of Impulse
Creatures of Impulse es una obra teatral escrita por el dramaturgo inglés W. S. Gilbert, adaptada de un relato breve del mismo autor. La música fue compuesta por Alberto Randegger. El argumento de la obra de teatro y del relato breve gira en torno a un hada anciana de mal carácter que hechiza a las personas para que se comporten de manera contraria a sus verdaderas personalidades, con resultados cómicos.
Gilbert ya había escrito un número considerable de historias, obras de teatro, poemas, críticas y otras obras antes de escribir Creatures of Impulse. Posteriormente escribiría el libreto de la famosa serie de ópera del Savoy (compuesta por Arthur Sullivan) entre 1871 y 1896.
El relato breve fue escrito para el número navideño correspondiente a 1870 de The Graphic, y la obra se representó por primera vez en el Teatro Court el 2 de abril de 1871. Originalmente incluía seis canciones, pero finalmente se descartaron tres, y algunas producciones se ejecutaron con la música completa. Las letras sobrevivieron al tiempo, pero la música jamás se publicó y por lo tanto se perdió. Las críticas de la obra fueron en su mayoría positivas, aunque se le criticó la carencia de un argumento significativo o una estructura que acompañase su premisa cómica. Sin embargo, los críticos la catalogaron como «agradable», y tuvo un éxito moderado, con 91 representaciones originales y nuevas versiones a principios del siglo XX. 

## Contexto biográfico

### Escritor y compositor

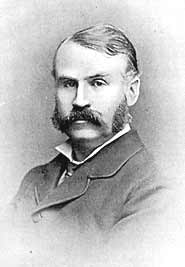
W. S. Gilbert, hacia 1870.

Desde mediados de la década de 1860 hasta principios de la siguiente, W. S. Gilbert tuvo una etapa muy productiva, con un caudal de obras que incluyó versos cómicos, críticas teatrales y otros trabajos periodísticos, historias cortas, y docenas de obras y óperas cómicas. Su producción literaria en 1870 incluyó varias ediciones de su popular historia en verso Bab Ballads; dos comedias en verso blanco, The Princess y The Palace of Truth; dos óperas cómicas, Our Island Home y The Gentleman in Black; y otras historias cortas, piezas cómicas y críticas que se publicaron en varios periódicos y revistas. En 1871 trabajó aún más, creando siete obras de teatro y óperas.
Las obras dramáticas de Gilbert durante este período mutaron desde sus anteriores obras musicales burlescas a un estilo más comedido, como se demuestra en su serie de comedias fantásticas en verso blanco. La primera fue The Palace of Truth, la cual se estrenó en 1870 con grandes elogios. Durante estos años también desarrolló un estilo único de humor absurdo, descrito como «Patas para arriba», compuesto por «una combinación de ingenio, ironía, desorden, parodia, observación, técnica teatral y profunda inteligencia». La historia y obra Creatures of Impulse data de mediados de este período, cuando Gilbert probó diferentes estilos y trabajó para hacer madurar su estilo, lo que lograría en sus obras posteriores como la famosa serie de óperas Gilbert y Sullivan. Gilbert describió la obra como un «cuento de hadas musical».
El italiano Alberto Randegger, compositor de la música de Creatures of Impulse, fue más conocido como director y profesor de canto que como compositor, aunque compuso varias obras de duración completa y numerosas piezas vocales en Inglaterra en las décadas de 1860 y 1870. También se lo recuerda por su libro de texto de 1879 titulado Singing. La música que compuso para Creatures of Impulse recibió críticas por ser «muy poco impresionante», mientras que otros la consideraron «agradable». Se editó y eliminó gran parte de la música en los reestrenos de la obra.

### Creación de la historia y la obra de teatro
Gilbert publicó por primera vez Creatures of Impulse como un relato breve, con el título «A Strange Old Lady», en el número navideño de 1870 de The Graphic, un periódico semanal ilustrado. Más tarde la seleccionó para incluirla en la única antología de historias cortas que publicaría durante su vida, Foggerty's Fairy and Other Tales (1890), cambiándole el nombre para que fuese igual que la adaptación teatral. Gilbert originalmente no tenía la intención de que la historia se convirtiese en una obra; sin embargo, pocos meses después ya se había llevado al teatro. 
Adaptó la historia en una obra para el Royal Court Theatre, de Marie Litton. Litton había adquirido el New Chelsea Theatre en 1871 y lo había renombrado como Royal Court. Su primera obra fue el estreno de Randall's Thumb, de Gilbert, y cuando la representación comenzó a tener éxito no sorprendió a nadie, como señaló el London Echo, que Litton continuase contratando obras del Gilbert. El autor había usado varias veces sus anteriores obras en prosa como la base de obras teatrales posteriores, y «The Strange Old Lady» no fue la excepción. Con el nuevo título de Creatures of Impulse, se estrenó el 2 de abril de 1871 como una pieza complementaria de Randall's Thumb. Gracias a su éxito, fue interpretada en 91 ocasiones y funcionó como pieza complementaria en cinco obras diferentes. Marie Litton continuó contratando obras de Gilbert, incluyendo su adaptación de Great Expectations de Charles Dickens en 1871, Broken Hearts en 1875, varias traducciones de obras francesas y The Happy Land en 1873, la cual tenía como protagonistas a los miembros del gobierno británico y causó tanta polémica que fue sorprendente el gran número de funciones que finalmente se llevaron a cabo.

### Producciones y publicaciones posteriores
La obra se reestrenó en 1872 en el Court Theatre, en 1873 en el Queen's Theatre, y en 1874 en el Vaudeville Theatre, todos en Londres. Se cree que sufrió muchos cambios entre versión y versión, ya que la primera se describió en el programa correspondiente como una «versión acortada» y la última como una versión «alterada». La obra también se produjo durante el siglo XX por amateurs y por grupos profesionales ocasionales, tales como la Elizabethan Stage Society of England de Ben Greet. Hacia 1871, T. H. Lacy publicó una versión en forma de obra de teatro. Samuel French adquirió los derechos de T. H. Lacy, y el libreto continuó imprimiéndose hasta, aproximadamente, 1870. La pieza, que todavía se produce ocasionalmente, formó parte del Festival Internacional de Gilbert y Sullivan en 2006.
Se le hicieron recortes sustanciales al texto cuando se incluyó a la obra en Original Plays, Fourth Series (1911), el último volumen de la única colección a gran escala de las obras teatrales de Gilbert. Las obras durante la Era victoriana tenían que estar aprobadas por Lord Chamberlain, quien chequeaba si eran decentes antes de poder llevarlas al escenario, y la versión enviada más tarde se archivó, proveyendo una colección medianamente completa de obras de teatro victorianas, actualmente parte de la British Library. La comparación de la «copia aprobada» de Creatures of Impulse proveniente de este archivo con la versión impresa de Original Plays reveló nuevas letras para tres canciones adicionales y un segundo verso en el primer coro y en el final.

## Argumento
Nota: El relato breve se desarrolla en una posada sobre la carretera de Londres a Norwich, pero en la obra teatral se utilizó vestimenta propia de la región de Alsacia. Por lo demás, los argumentos del relato y la obra son casi idénticos. En el resumen que se presenta a continuación se utilizan los nombres de la obra y señala los cambios significativos entre la obra y el relato breve. También hay varios cambios pequeños en el orden de los eventos, que no están descritos.

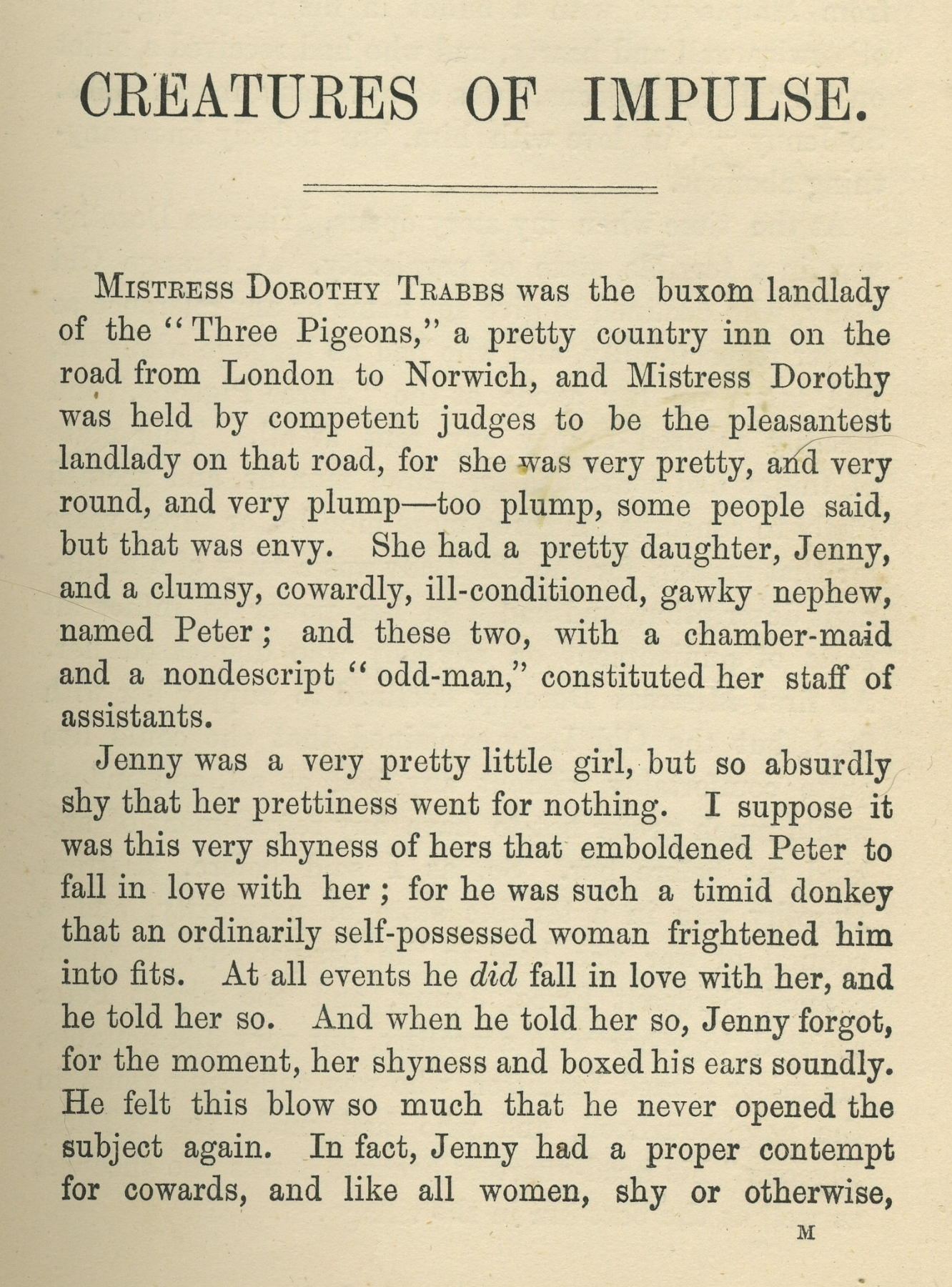
La primera página de Creatures of Impulse en Foggerty's Fairy and Other Tales.

En la posada «Las tres palomas», es un buen día para algunas personas: el avaro Boomblehardt había estado recolectando las rentas de sus inquilinos, y el Sargento Klooque, héroe de Johannesburgo, acababa de llegar a la posada después de luchar en el ejército y ya podría coquetear con las mujeres que quisiera sin la necesidad de simular que son sus parientes para despistar a su tiránico coronel. Sin embargo, no es un buen día para Martha, la casera de la posada: una de las inquilinas es una extraña anciana, un hada problemática, quien se niega a pagar y a irse, y que no necesita agua ni comida. Esta situación afecta gravemente las ganancias de Martha. Por lo tanto, recluta a Boomblehardt y a Klooque, a Peter, un granjero cobarde, y a su tímida sobrina, Pipette, para que la ayudasen a resolver su problema.
Peter, no lo suficientemente cobarde como para temerle a una anciana, ni lo suficientemente supersticioso para creer en su poder, la amenaza, tratando de echarla. Por desgracia, la anciana tiene poderes mágicos reales y conjura un hechizo que obliga a Peter a amenazar a cualquier persona que encontrase o, en caso de estar solo, a pelearse con enemigos imaginarios. Peter escapa antes de tener la posibilidad de meterse en problemas amenazando a alguien más grande que él, imponiendo desafíos a medida que se va. El Sargento es el siguiente que va hacia la anciana y trata de usar su encanto militar para ganar su confianza. Ella, sin embargo, odia a los soldados, por lo que con su varita mágica lo convierte en un evasivo y un cobarde. Después conjura un hechizo para que esta condición sea permanente, para que así perdiera su reputación y fuera catalogado como un cobarde. Pipette llega y ve su comportamiento con gran asombro. «Te está mostrando cómo enfrentó al enemigo en Johannesburgo», dice la anciana, pero él responde «¡No, querida! Te estoy mostrando como peleó el enemigo contra nosotros. Así es como se retiraron». Luego se va, encogiéndose y pidiendo clemencia para detener a los atacantes imaginarios a medida que se va.
La mujer descubre su intención, y como castigo por su falsedad la condena a besar y abrazar a todo el que encuentre. La niña llora y protesta, alegando que es demasiado tímida como para comportarse así, pero el hada le asegura que «superaría la timidez después de uno o dos años de estar hechizada». Boomblehardt es el siguiente en aparecer, y Pipette se arroja hacia él, gritando «¡Bésame!». Él la empuja a un lado, por lo que ella responde «¡Cómo te atreves a tomarte tales atributos! ¡Anciano insolente! Bésame». El avaro acepta. Ella le golpea las orejas con las manos, confundiéndolo, y luego corre hacia la posada llorando a gritos.
Boomblehardt, luego, va al encuentro de la anciana. El avaro había escuchado que la extraña anciana no tenía la necesidad de comer, por lo que le ofrece la posibilidad de permanecer en la posada si le revela el secreto de cómo puede evitar gastar dinero en comida. Le ofrece una guinea de oro. El hada decide que alguien tan miserable debía ser castigado y lo condena a seguir dándole guineas a toda persona que se encontrase.

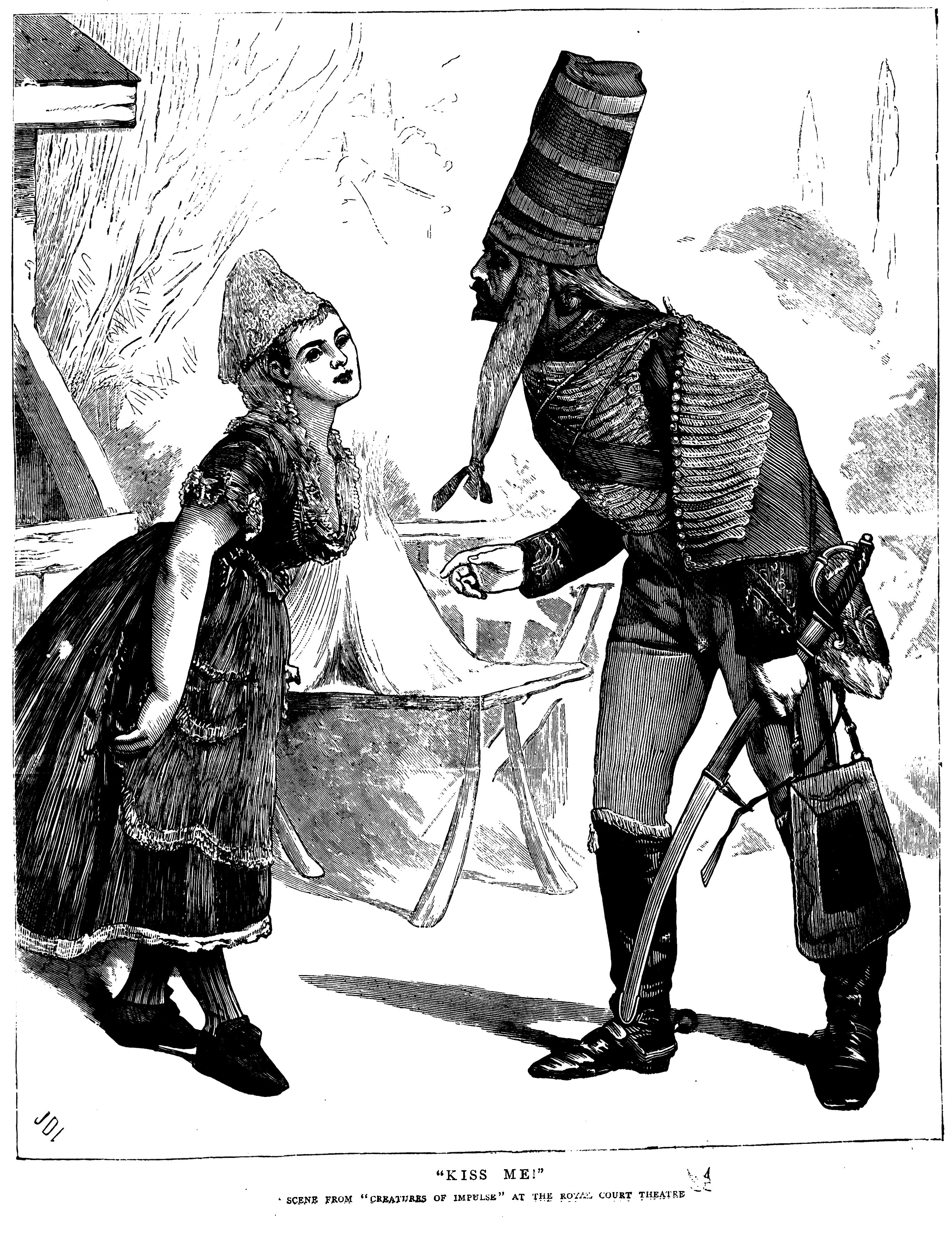
Pipette se arroja hacia el sargento, en una ilustración de The Graphic, 1871.

Pronto afloran los problemas derivados de los hechizos. A Boomblehardt le parece graciosa la maldición del sargento Klooque y decide que si estaba obligado a dar dinero, el sargento era tan bueno como cualquier otro. La tímida Pipette se arroja hacia el sargento, quien la evade y la esquiva, tratando de sacársela de encima. Cuando llega Peter, es obligado a meterse en una pelea con el sargento por ella, en la cual, para su sorpresa, el valiente sargento se acobarda, se esconde y lo elude. Boomblehardt sigue regalando guineas, agotando su fortuna. Luego Martha persigue a los inquilinos de la posada con una escoba: ella también había sido hechizada. Todos habían caído bajo los efectos de los irónicos hechizos del hada, obligados a comportarse de manera opuesta a su verdadera personalidad. 
Luego la anciana comete su error crucial: baja las escaleras para chequear su travesura, y el grupo de hechizados corre hacia ella para rogarle que revirtiera los efectos. Todos se comportan influenciados por los hechizos: Peter la amenaza, Pipette trata de besarla, el sargento se esconde, el avaro le ofrece dinero, y Martha trata de perseguirla con una escoba. El caos es demasiado grande: «En síntesis, la anciana, que era mucho más poderosa que ellos al enfrentarlos individualmente, ahora era superada por número». No le queda otra opción que retirar los hechizos, por lo que lo hace y se va, avergonzada.
El relato breve continúa después de este suceso, marcando explícitamente algunos elementos que en la obra sólo se mencionan: 

La parte realmente curiosa de la historia es que, después de todo lo ya explicado, cuando todos ya habían vuelto a la normalidad, ninguno de los personajes se casó con otro de ellos. Todos estaban tan molestos por haberse avergonzado a sí mismos que se fueron de la posada en diferentes direcciones, y nunca más se vieron o supieron de los demás.
Excepto Peter, quien, descubriendo que no tenía de qué avergonzarse por demostrar valentía, se quedó y conservó «Las tres palomas», enriqueciéndose considerablemente hasta el final de sus días.

El hecho de que nadie contraiga matrimonio al final de una obra era una gran innovación para el teatro victoriano, y el crítico de Era mencionó su sorpresa ante este suceso.
Notas del resumen argumental:

En el relato breve, Peter es el sobrino de la casera. Esto no tiene efecto en el argumento.

También en el cuento, el equivalente de Boomblehardt, Verditter, trata de conquistar a la casera, ya que su posada tiene éxito y tiene dinero; por lo tanto, trata de convencer al hada de que se vaya para poder conseguir dinero en cualquier lado.

## Personajes y elenco original
| Nombre en la obra   | Nombre en el relato breve | Descripción en la obra                     | Descripción en el cuento                                            | Actor original |
| ------------------- | ------------------------- | ------------------------------------------ | ------------------------------------------------------------------- | -------------- |
| Sargento Klooque    | Sargento Brice            | Un soldado recién llegado de Johannesburgo | Un soldado de la Guardia de la Reina, recién llegado de Malplaquet. | W. M. Terrott  |
| Boomblehardt        | Verditter                 | Un avaro                                   | Un avaro                                                            | Edward Righton |
| Martha              | Dorothy Trabbs            | Casera de Las tres palomas                 | Casera de Las tres palomas                                          | Miss L. Harris |
| Peter               | Peter                     | Un joven granjero                          | El sobrino de la casera                                             | Maggie Brennan |
| Pipette             | Jenny                     | La sobrina de la casera                    | La sobrina de la casera                                             | Kate Bishop    |
| Jacques             | –                         | Un aldeano                                 | –                                                                   | Charles Parry  |
| Una anciana extraña | Una anciana extraña       | Una anciana extraña                        | Una anciana extraña                                                 | Lucy Franklein |

Como se acostumbraba en el teatro victoriano, una mujer (Maggie Brennan) interpretaba a los muchachos jóvenes (Peter). El libreto de la obra le asigna diálogos a tres aldeanos numerados en la primera escena. El personaje Jacques no tiene más líneas que alguna de las ya mencionadas y desaparece después de la primera hoja del guion. Righton, el primero en interpretar a Boomblehardt, lo caracterizó como un personaje judío de caricatura. El libreto de Gilbert no utilizaba un dialecto judío, y la historiadora Jane Stedman sugirió que la representación libre de Righton demostró que Gilbert tenía muy poco control sobre los actores.

## Canciones
El número de canciones varió de producción en producción. La versión que le fue enviada a Lord Chamberlain tenía seis canciones, y en una de las primeras críticas de The Times se publicó que «la obra estaba sobrecargada con una cantidad de música extremadamente innecesaria», mientras que los críticos del London Echo opinaron que la música fue «agradable». De cualquier manera, la versión impresa en Original Plays (1911) de Gilbert incluyó tres canciones de las seis, y algunas producciones omitieron directamente todo el repertorio de canciones.
La lista de canciones en la versión original es:
1. «Did you ever know a lady so particularly shady» – Jacques y los aldeanos[44]
2. «Some people love Spring» – Boomblehardt
3. «At home at last all danger past» – Sargento Klooque
4. «A soldier in the King's Hussars» – Sargento Klooque, Pipette, y Peter
5. «With furious blow» – Peter, Pipette, Sargento Klooque, y Martha
6. «Finale: Go away, ma'am, go away, ma'am» – todos

Las letras sobrevivieron, pero la música jamás se publicó y se perdió. La versión en Original Plays omite el segundo verso de Nos. 1 y 6 y corta Nos. 2, 3, y 5.

## Recepción de la crítica
Las críticas hacia la obra fueron en general favorables, pero se le criticó negativamente su estructura indefinida y la carencia de un argumento específico. Bell's Life in London and Sporting Chronicle opinó: «Divertida, simple e ingeniosa, 'Creatures of Impulse' es otra contribución, pese a ser más tenue, a los éxitos de su autor». El London Echo comparó la pieza con una «burletta del estilo que estaba de moda hace cien años, parodiando tal vez a Midas, ya que está más cerca de esa obra que a cualquier obra musical burlesca moderna», y escribió que «contiene música adorable y diálogos inteligentes, por no decir ingeniosos, y una 'moral y un argumento a medias'». The Graphic concluyó que «Aunque sólo dura una hora, la historia está bien contada y la pieza es muy graciosa», y elogió la actuación. Righton recibió alabanzas especiales por su personificación de Boomblehardt: «Ningún personaje de teatro podrá, tal vez, hacer reír tanto a la audiencia en tan poco tiempo». En una versión de 1882 de la obra para las sociedades de teatro amateurs, M. E. James notó que «El canto es un gran complemento. Todo en conjunto tiene una pizca divertida de falta de sentido, muy original».
La crítica de The Times fue menos positiva que la mayoría, declarando que aunque la obra fue buena, se esperaba más de Gilbert:

Como nobleza obliga, un gran éxito acarrea también obligadamente cierta pena. La pequeña pieza que acabamos de describir ha sido el fruto del trabajo de una mano anónima que hemos aceptado como una bagatela agradable, mostrando más que la ingenuidad común en su invención, y que con la ayuda de la vestimenta pintoresca, una escena animada y una decoración agradable, concluye con gracia una noche de entretenimiento, aunque está sobrecargada por una cantidad innecesaria de música. Pero con el recuerdo fresco de The Palace of Truth en nuestras mentes, no podemos evitar decepcionarnos cuando descubrimos que el autor de esa verdadera obra maestra poética también escribió otro «cuento de hadas», sumamente inferior.... El hada solamente hechiza a sus víctimas para desencantarlas por placer, sin llegar a ningún resultado, y así tenemos una buena idea con apenas un asomo de superestructura.

## Lectura complementaria
- Kertzer, Jon. «Life Plus Ninety-Nine Years: W.S. Gilbert and the Fantasy of Justice», Mosaic (Winnipeg), Vol. 36, 2003